# Франц Айзенах
Франц Айзенах (нім. Franz Eisenach; 11 серпня 1918, Рец — 21 серпня 1998, Оттобрунн) — німецький льотчик-ас винищувальної авіації, гауптман люфтваффе вермахту (1944), оберстлейтенант люфтваффе бундесверу. Кавалер Лицарського хреста Залізного хреста.

## Біографія
В 1937 році вступив в люфтваффе. Після завершення льотної підготовки в 1939 році зарахований в 2-у групу 76-ї ескадри важких винищувачів. В листопаді 1941 року переведений в 1-у ескадрилью, в січні 1942 року — в 4-у групу 1-ї винищувальної ескадри, а в грудні 1942 року — в 9-у ескадрилью 54-ї винищувальної ескадри. Учасник Німецько-радянської війни. Першу перемогу здобув 9 грудня 1942 року, збивши Іл-2. До 15 січня 1943 року на його рахунку були 9 збитих літаків. 18 грудня 1943 року на північний захід від Городка збив 2 Іл-2, здобувши свої 47-у та 48-у перемоги, але в тому ж бою його літак був підбитий вогнем зенітної артилерії. Айзенах був важко поранений, але зміг дотягнути до лінії фронту і там катапультуватись. Після одужання в червні 1944 року повернувся в свою ескадру та 9 серпня був призначений командиром 1-ї групи. До 8 вересня 1944 року здобув ще 58 перемог, а 14 вересня збив 9 радянських літаків (загальний рахунок його перемог сягнув 100). 21 вересня під час нальоту радянських бомбардувальників був тяжко поранений і повернувся в ескадру лише в грудні. 15 грудня 1944 року під час одного бойового вильоту збив 4 Пе-2. Всього до 31 березня 1945 року у боях в Прибалтиці та Східній Пруссії збив ще 22 радянські літаки, і загальна кількість його перемог досягла 129. 8 травня 1945 року на чолі групи (зумівши вивезти і механіків) перелетів у Фленсбург і здався британським військам.
Всього за час бойових дій здійснив 319 бойових вильотів та збив 129радянських літаків, в тому числі 52 Іл-2. В 1956 році вступив у ВПС ФРН. В 1974 році вийшов у відставку.

## Нагороди
- Нагрудний знак пілота
- Залізний хрест 2-го і 1-го класу
- Почесний Кубок Люфтваффе (31 серпня 1943)
- Німецький хрест в золоті (16 січня 1944)
- Лицарський хрест Залізного хреста (10 жовтня1944) — за 107 перемог.
- Авіаційна планка винищувача в золоті